# 相澤ゆりな
相澤 ゆりな（あいざわ ゆりな、1995年6月11日 - 、女性）は、日本の元AV女優。LINX所属。

## 略歴・人物
東京都出身。趣味は計算（簿記1級）・料理。特技は電卓。
2015年12月、アダルトビデオメーカー・エスワンの専属女優としてAVデビュー。
2016年5月より同じアウトビジョングループのE-BODY専属となり2作品に出演。それ以降は専属を離れ多数のメーカーに出演していた。
2020年10月30日、自身のTwitterにて同年12月31日をもってAV女優を引退する事を発表。

## 作品

### 2015年
- 新人 NO.1 STYLE “巷で噂のパーフェクトボディ” 現役外資系OL 相澤ゆりな AVデビュー（12月19日、S1 NO.1 STYLE）[4]

### 2016年
- 現役外資系OLの初イキ!初体験4本番スペシャル（1月19日、S1 NO.1 STYLE）
- 美乳がポロリ（2月19日、S1 NO.1 STYLE）
- 交わる体液、濃密セックス（3月19日、S1 NO.1 STYLE）
- 下着モデルをさせられて…（4月19日、S1 NO.1 STYLE）
- E-BODY電撃移籍記念! おっパブ体験入店リアルドキュメント 絶品爆乳で興奮した客のギン勃ちチ○ポを本番禁止にも関わらずこっそり挿れちゃって下さい!（5月13日、E-BODY）
- 超美乳×超爆乳 乳肉サンドイッチ逆3P（6月13日、E-BODY）
- 相澤ゆりな エスワン全タイトル全コーナーコンプリートBEST8時間（7月7日、S1 NO.1 STYLE）※総集編
- マニアック競泳水着専門 Gカップインストラクターお姉さん（7月7日、Be Free）
- 湯けむり近親相姦 母子入浴交尾（7月7日、VENUS）
- なめらかスローイラマチオ 〜ゆっくり、ゆっくり、喉奥までの動きに連動する苦悶の表情〜（7月15日、SEX Agent）
- れろれろぺろぺろ…じゅるっとぅぽーん! 咥えないでイカせるのが私流 2 〜まとわりつく長いベロと絡みつく唾液のねっとり感、その恍惚〜（7月15日、SEX Agent）
- ゆっくり過ぎる手コキ 〜超低速でさわさわ、女の白く美しい手指が陰茎を這う〜（7月15日、SEX Agent）
- 社内で熟睡している無防備パンチラSOD女子社員が目覚める前に朝方こっそりズボっとち○ぽ挿入!（7月21日、SODクリエイト）
- 帰省してきた姪っ子 家族に隠れて近親相姦 2（7月22日、S級素人）
- カラダを売りにするS級素人 ゆりな［公務員］G-cup（7月22日、S級素人）
- 寝取らせ専科エステ店でマジックミラー越しに旦那に見られているとも知らずイカされ生中出しされる美人妻 2（7月22日、DOC）
- それはまるで迷惑メールのプロフィール。 ロリ顔で148cm、おっぱいGカップ、会社経営してます（7月22日、バルタン）
- この女、犯してやる…。 Gカップ娘を集団レイプ。 過激セックスで墜とされた巨乳OL、犯され、調教され、性奴隷と化す…。（7月25日、オーロラプロジェクト）
- 美人盗撮 1（7月29日、フルセイル）
- 濃厚接吻 背徳の情事 男を狂わせる若妻のいやらしいカラダ（8月6日、ヒビノ）
- ウォータースライダーで水着が外れちゃっておっぱい丸見え! 2 女性に人気のリゾートホテルのプールは気持ちと肩紐が緩んだ女性たちだらけで、男はたまたまボクひとり! しかも水着から乳首をチラリさせていたり、お尻がハミ出していたりして隙だらけ! さらにウォータースライダーで水着が外れておっぱいが丸見え状態なのでもちろん勃起! そして、勃起に気づいた女子が近寄ってくる事態に!（8月7日、Hunter）
- 息子の家庭教師が理想のボインちゃん! 息子の家庭教師(巨乳)に日々悶々としていた父親の私は、息子に睡眠薬を、家庭教師には媚薬を…。すると…全身に媚薬が回った家庭教師は寝ている息子のチ○ポにしゃぶりつく超変貌っぷり! 我慢できなくなったフル勃起状態の私は胸がガラステーブルにひっついて離れないほどバックで犯してやりました!! 2（8月7日、Hunter）
- 男子禁制の女性専用シェアハウスに男はボク1人!? 姉が住む都会の女性専用シェアハウスに、受験のためこっそり泊めてもらったら、あっさり他の居住者に見つかり大ピンチ!かと思ったら、なんだかボクに興味津々の女性たちは追い出すどころかむしろ歓迎ムード。家族以外の女性と一緒に生活するのが初めてのボクは無防備すぎてパンチラ、胸チラ当たり前の女性たちに我慢できず勃起…。隠しきれず勃起が見つかりみんなの前で無理矢理脱がされボクのチ○ポはみんなのオモチャに!それからは、露骨な誘惑で勃起させられ、オチ○ポペットとしてセックスを求められて、もう受験どころではありません…。（8月7日、Hunter）
- 巨乳女教師の不登校改善家庭訪問（8月12日、BAZOOKA）
- 自宅不倫寝取られ酒酔い素人巨乳若妻3 夫の帰宅前に男を家に連れ込んでするバスト90cm超え美人妻の濃厚セックス（8月12日、S級素人）
- 素人女性限定アクメ集!! おま●こパックリ自撮りオナニー完全版 4時間15名収録!!（8月12日、S級素人）
- 田舎の純真な女子校生が服を脱ぐのも忘れてズブ濡れになっているおふざけ姿が予想以上に色々エロく見えてきたので… 3（8月12日、DOC）
- 妹の爆乳は一見にしかず D/N03YURINA H-cup 98cm（8月13日、チェリーズ）
- 一般男女モニタリングAV 温泉旅行中の巨乳女子大生が出会ったばかりの初対面男性と男湯で生まれて初めての相互オナニーに挑戦! 大勢の一般男性客の前でオナニーを見せ合った素人男女はチ○コとマ○コの疼きを抑えられずその場で公開SEXしてしまうのか!? in箱根温泉（8月18日、DEEP'S）
- 媚薬生ハメ 淫乱神乳 キメセクしちゃいました! 可愛いロリ顔なのに媚薬を飲まされ理性崩壊ぶるぶるイキまくり中出しオナドール（8月19日、chiki chiki julie）
- 「私、やりすぎちゃったかも…」　新人グラビアアイドル　ドッキリイメージガール撮影! 〜真夏のビーチ泥酔編〜（8月19日、ゴールデンタイム）
- 田舎娘のくせして一丁前なカラダしやがってお仕置きしてやる（8月26日、ケイ・エム・プロデュース/宇宙企画）※「あいざわ」名義
- 完全女体観察4時間スペシャル 3（8月26日、S級素人）
- 河原の物陰で人目を忍んで生着替えする美巨乳女を偶然目撃してしまった僕は… 2（8月26日、DOC）
- 最強の黒人巨根で絶頂！ハーレム3P痴女挟撃SPECIAL（9月1日、Fitch）
- スケベな親子がエッチなゲーム一転知らずに近親相姦 スカート巾着で娘の裸当ててみて!ゲーム 2 巻き上がったスカートで顔は隠しておっぱい、オマ○コ丸出し状態!見て、触って、ハメて、父親は自分の娘がわかるかな!?（9月8日、ROCKET）
- 彼氏の先輩 (デカチン) と2人っきりにして彼女のヤリマン度調査（9月22日、ROCKET）
- 緊縛失禁調教 縛られて滴る気持ち良すぎる連続中出しファック（10月1日、Fitch）
- 当然、勝手にAV化! イケメンの友達がほろ酔い状態の女の子を僕の部屋に連れて来た!女に無縁の僕にはそれだけで大興奮なのに超過激でHな王様ゲームが始まっちゃって… 女子校生編（10月7日、お夜食カンパニー）
- サッカー部マネージャーの僕らのアイドルゆりなちゃんは、僕らの天然ドマゾ性処理玩具（10月19日、MARX）
- 真・時間が止まる腕時計 レズスペシャル 女子校文化祭編（11月10日、ROCKET）
- お願いです、夫には言わないで下さい。（11月13日、マドンナ）
- 背後からねっとり乳揉み スペンス乳腺開発 巨乳素人娘のおっぱいアクメ初体験してみませんか? これが噂のおっぱいGスポット! 貴方にもできる!おっぱいを揉むだけで女をイカせる方法伝授します!!（11月23日、ROCKET）
- 爆乳妻スワッピングパーティ（11月23日、F&A）
- マゾ乳 生中出し（11月25日、ゲインコーポレーション）
- 完璧な性奴隷 7（11月25日、MAD）
- 変態すぎるド素人娘スペシャル 3（11月25日、S級素人）
- ぬるぬる!サンバ!闘魂注入!猫!あなたのちん○ん盛り上げ祭（12月1日、ZUKKON/BAKKON）
- 恐淫アクメ 淫閣 PUSSY HUNTING HOUSE Part VII 狂い哭く清純派女子大生 恥辱的強制女体開発の罠（12月7日、Baby Entertainment）
- 新米巨乳保育士がモンスターペアレントな父親の苦情に翻弄され肉体謝罪（12月16日、クリスタル映像/GESU）
- 接吻レズビアン 若妻と女子大生 女同士だから味わえる甘美な快楽（12月22日、ヒビノ）
- 巨乳家政婦の無自覚誘惑（12月22日、F&A）
- 「お願いします…イカセてください…」執拗な寸止めで限界までガマンしたあとの種付け生中出しで号泣!精神崩壊中出しSEX 3（12月22日、Mr.michiru）

### 2017年
- 全裸ジャンピングポーズで大暴走!! 超絶ハイテンション淫乱洗脳アプリ メガシャキーーーン（1月6日、ROCKET）
- 人生最大のピンチ! 突然のハプニングで建物内を全裸徘徊しなければならなくなった美女（1月19日、AKNR）
- 母の再婚相手の家にはエッチな3人の姉が居て、連れ子の僕は毎日のように姉に精子を搾り取られた。（1月27日、TMA）
- 顔100点、乳120点 (Gカップ) 水道水かけ流し 自宅温泉旅館 俺の湯2 ゆりな 細身巨乳娘×おじさん×されたい放題×中出し（1月27日、プレステージ）
- 身近な巨乳にパイズリ挟射（2月1日、OPPAI）
- ヘンリー塚本原作 変態(すきもの)一家 父/母/娘/祖母（2月13日、FAプロ）
- 日常に潜んだエロティシズム胸チラSPECIAL 豪華撮り下ろし3シチュエーション 6シーン収録（2月16日、AKNR）
- レズビアン病棟（2月17日、クリスタル映像/GESU）
- パンチラを見てるのがバレちゃってヤバイ!と思っていたら、逆にわざとらしく股を拡げて見せつけ挑発されちゃった!（2月17日、OFFICE K'S）
- [ノーカットドキュメント］ 指示しないオナニー 2（2月17日、OFFICE K'S）
- 「先生が飲んだの本当は媚薬じゃないよ。なのにそんなに乱れちゃってどうしたの（笑）」嘘媚薬で思い込み発情する隠れ淫乱女教師!（2月19日、HUNTER）
- 巨乳ノーブラタンクトップ姉妹（3月2日、Mr.michiru）
- 若作りしてホットパンツ穿いた肉感溢れる欲求不満妻の熟れたデカ尻に興奮した旦那の友人!我慢できず旦那に内緒でチ〇ポネジ込むとご無沙汰過ぎて即絶頂!尻肉激揺れするほど激しいピストンで何度もイキまくる!（3月10日、V&R PRODUCE）
- 目上の女性の挑発パンチラ 4 ～ひたむきお姉さんと探し物編～（3月13日、アロマ企画）
- 真面目な主人が突然おかしな頼みを言いだしたんですが…（3月24日、タカラ映像）
- オイルマッサージで覚醒したGカップ美乳妻は超速ピストンマシンで痙攣ガクブル絶頂↑全身紅潮させ、求める中出しSEX（4月28日、ケイ・エム・プロデュース/REAL）
- 身動き取れず媚薬入り固定バイブに腰をがくがく痙攣させる人妻 羞恥拘束したまま放置させたらイキまくった挙句チ○ポをねだったので望み通り中出ししてやった（5月7日、かぐや姫）
- 近親相姦×入れ替わり×NTR 近親相姦Change!（5月18日、ROCKET）
- 日焼けデカパイ娘 健康的な褐色肌のドMボディにナマチンぶっ挿し孕ませSEX（5月20日、チキチキポッド/妄想族）
- ママさんバレー弱小チームのコーチをすることになった僕はハイレグブルマからはみ出すムチムチの巨尻巨乳を見て中出しによるトレーニング法を発案（8月7日、かぐや姫Pt/妄想族）
- 性格が良い。むっつりHな巨乳メガネ保育士。 ゆりな22歳 見た目はすごく地味だけど、巨根を入れると豹変する超淫乱オンナ。（8月13日、EROTICA）
- おち○ちんを褒めて励まし自信をつける最先端不妊治療クリニック（8月19日、ZUKKON/BAKKON）
- 豊満ボディが狙われる…レズビアンだらけのエステサロン（9月7日、ビビアン）
- 男女逆転して女性だけトップレスの世界（9月7日、ROCKET）
- ゲスの極み女子寮 レズ3組目（9月8日、フルセイル）
- 最高級AV女優在籍SEX回春リフレクソロジーVol.003（10月27日、ケイ・エム・プロデュース/BAZOOKA）
- JKまみれのなつやすみ 女の子どうしで撮影し合った中出し大乱交が流出!（11月21日、Mr.michiru）
- 憧れの先生が上はスーツ、下はブルマでオナニー!? いつもボクに優しくて美人な先生のオナニー姿を見てしまった!しかもブルマ姿で、学校にオナニーグッズを持参してまで!!そんな思いもよらない姿にソソられたボクは我慢できずに先生に近づくと恥じるどころかこんなボクのチ○ポを欲しがり始めて…（12月7日、SOSORU×GARCON）
- 缶チューハイとジャンクフードなハニー（12月13日、HERO）
- 【素人ギャル個撮初ハメ撮り体験】 ちび巨乳大○生（12月25日、シャーク）

### 2018年
- ラグジュOL ランチタイムにAV出演する働くオンナたち VOL.004（1月12日、ケイ・エム・プロデュース/BAZOOKA）※「Yurina」名義
- 他人棒を欲する人妻たち…不倫妻30連発8時間（1月19日、クリスタル映像）
- 濃厚ベロチューしながらスローオイル手こきでち○ぽ焦らされ続ける。（2月13日、アロマ企画）
- クリトリスの形までクッキリわかる! イキまくりパンツ越しオナニー（2月25日、アロマ企画）
- おま○こ・アナル見せつけ挑発（4月13日、アロマ企画）
- 出産して感度の上がった美人妻に極太チ○ポをねじ込みイッても止めない追撃ピストン! 本気で連続イキする中出し絶頂!!（5月11日、プレステージ）
- 必ずできる生中出し制服デリバリーヘルス 5時間 2（7月27日、ケイ・エム・プロデュース/宇宙企画）
- パンチラ好きのあなたがフルボッキで思わずシコシコしてしまう! 挑発! 誘惑! 大胆パンモロ!（7月27日、ケイ・エム・プロデュース/おかず。）
- 奥さんの心も肉体も奪いたい! 性的ストーカー（8月13日、ながえスタイル）
- 転校した学校は『ウルトラクールビズ!』生徒も先生もおへそ丸出し! パンチラしまくり! おっぱいも半分見えちゃってる超ミニミニ制服でフル勃起必至の学園生活! 2（8月19日、ゴールデンタイム）
- 魅惑のおっぱい奴隷 06 欲情マ○コにたっぷり中出し（9月21日、MAD）
- カチンカチンの限界チ○ポをネットリ焦らして生搾り! 発情お姉さんの悶絶極上手コキ（9月28日、ケイ・エム・プロデュース/おかず。）
- いや、コレ完全にウチの会社のあの子じゃん… 職場でマドンナ的存在の美人妻が有休取った日に温泉宿でヤラれまくってたマル秘映像。4時間13人（10月27日、ビッグモーカル）
- VRでオナニーに夢中のお兄ちゃんの大きくなってるおチ○チンを近くで見ていたら、エッチな気持ちになっちゃって、悪戯しちゃって お兄ちゃんとリアルにSEXしちゃった（10月27日、MERCURY）
- 一般男女モニタリングAV 心優しい巨乳の新任教師限定!修学旅行中の男湯で教え子の男子●校生たちのチ○ポの悩みを大きなおっぱいと手コキとフェラで解消してくれませんか!? 2 (12月14日、ディープス)
- OPPAIナーススペシャル 巨乳痴女医科大学 パイズリ中出し精液採取科（12月19日、OPPAI）
- 痴漢師に複数のローターをぶち込まれガニ股で脚を震わせイキまくるニーハイ女子○生2（12月20日、ナチュラルハイ）

### 2019年
- 常に性交ハーレムエステ 2（1月10日、アイエナジー）
- TSFYA レンタル憑依ボディ始めました。（1月24日、ROCKET）
- ファザコン気味のお隣さんが中年一人暮らしのオレ宅に手料理ピンポン。（1月25日、ケイ・エム・プロデュース/SCOOP）
- 僕は家庭教師 真っ昼間、教え子に誘惑されて犯されて、甘い匂いの香る密室での夢のような淫靡な時間…（1月29日、思春期.com）
- セクシーアイドルプロレズリング コスプレスタイル ～女子○生2種の神衣編～ 5時限目（3月1日、SILVER BIRCH）
- 私、嫌いな男に体を弄ばれイカされまくりました… 2章（3月27日、グラフィティジャパン）
- 夫婦喧嘩し薄着姿で家を出された隣の部屋の人妻を…（4月27日、グラフィティジャパン）
- しゃぶり009 セックス後のやる気がないフニャちんをお掃除フェラで優しく舐めまわし2度ヌキする9人の天使たち（5月7日、パコパコ団とゆかいな仲間たち/妄想族）
- ネコとタチ レズビアン地獄道（10月1日、FAプロ）
- 女○校生がアニマル化する学園生活（10月24日、SODクリエイト）
- 仕事中なのに僕の鼻にパンティのマン土手を押しつけて誘惑するお姉さま（11月13日、アロマ企画）
- 高級オイルエステ 人妻拘束M絶頂レズ Vol.2（11月15日、ピーターズ）
- 杭打ちピストン騎乗位 4（12月25日、アロマ企画）
- 生徒会長の座を狙うヤリマン女子校生の中出し肉弾選挙戦!!（12月27日、ケイ・エム・プロデュース/million）

### 2020年
- 院内性乱脈 ショック! 病院ファック（1月1日、FAプロ）
- 365日命ある限り 借金返済ファック（1月13日、FAプロ）
- 丸出しストリップ・ダンス・ショーはいかがでしょう（2月25日、1113工房/妄想族）
- くいこみ木馬責め こぶ縄拷問 生殖器をしごかれ悶絶する女たち 3（3月7日、シネマジック）
- 危険日直撃! 子作りする性教育4!（3月12日、Mr.michiru）
- 理性崩壊フルパワー騎乗位! 24人4時間（4月25日、ビッグモーカル）
- コスプレ・ストリップ・ダンス・ショー（4月25日、1113工房/妄想族）
- 巨乳コンパニオンの濃厚過激中出しサービス ～指名してくれたらスッキリさせてあげる～（5月15日、NAGIRA）
- 尻肉と肛門をあなたに（5月25日、1113工房/妄想族）
- 初めてのSEXの日、服を脱いで露わになる彼女のカラダ（8月14日、ヒメゴト）
- うたた寝している女友達にイタズラ。抵抗はするものの意外とまんざらでもなくそのままセフレになりました。（9月11日、ケイ・エム・プロデュース/ヒメゴト）
- 手を使わない顔面ピストンフェラチオ三連射（9月25日、SEX Agent/妄想族）
- 乳首責めの達人による至極の焦らし射精テクニック（9月25日、SEX Agent/妄想族）
- セクシーアイドルプロレスリング トリプルフィニッシュ（10月2日、SILVER BIRCH）
- 「今夜はお店で覚えたテクで気持ちよくしてあげる」人気風俗嬢の彼女が普段は隠していたテクニックで射精を導く（10月9日、ヒメゴト）
- アニメ声×メガネ×巨乳な妹が オタク×引きニートな兄を元気付けようとしたら間違ってアソコを元気にしたようです。（10月20日、STAR PARADISE）
- 催眠術師セミナーLIVE 体現者:葵百合香 被験者:相澤ゆりな（10月25日、ヒプノシスラボ/妄想族）
- とあるヲタクの活動記録 02（11月25日、CP田園/妄想族）

### 2021年
- レズ密着 ネコとタチ 11人のワイセツ接吻（2月1日、FAプロ）※オムニバス作品
- 女流術師神施術LIVE-催眠セッション編-（2月13日、ヒプノシスラボ）

### アダルトVR
- これ以上の最強美巨乳知ってるヤツいる?（11月10日、CASANOVA/ミッシェル）
- 巨乳は正義。異論は認めん!（12月30日、CASANOVA/カサノバ）

- フェロモン美女との4PSEXで快楽漬け（1月27日、CASANOVA/フランソワ）
- 見つめてヴァーチャルフェラ（2月15日、WOW!）
- 締り抜群! 巨乳JKのヴァーチャル中出しSEX（2月22日、WOW!）
- 魅惑の黒ストOLが脚コキ痴女責め（3月3日、CASANOVA/ピエール）
- 4人に優しく見つめられながら耳元で淫語を囁くぬるぬるハーレムオイルエステ（3月22日、SODVR）
- 癒し系痴女コンビのおマ○コ比べ（3月31日、CASANOVA/フランソワ）
- 乱交でハメを外す大人のアソビ（3月31日、CASANOVA/フランソワ）
- いとこ姉妹の趣味は俺のザーメンヌキ（4月7日、CASANOVA/ピエール）
- ビッチOLは乱交でストレス解消（4月7日、CASANOVA/ピエール）

- 夢のようなサンドイッチプレイが目の前に広がる。そう…これは夢 妹二人に迫られて気持ちよくなる夢（5月21日、MAXING・VR）
- 劇的高画質 爆乳Gカップ アニメ声で寸止め焦らし!（6月2日、ブイワンVR）
- 男子がとても少ない僕の学校では女子の力が圧倒的。真面目な僕をパンチラ・胸チラで挑発し遊ぶ女子たちに思わず勃起！意外に大きい僕のチ●ポを見た女子たちは興味津々で…（2018年7月31日、TMAVR）
- VR 見上げてごらん（11月1日、ガン見隊）
- 劇的高画質 神爆乳 Gカップを引き立てる低身長! 乳揉み! 乳舐め! パイズリ! アニメ声で乳揺れ中出しセックス!（11月17日、ブイワンVR）

- 最高級のおもてなし超贅沢 3P専門 高級メンズエステサロン（2月17日、KMPVR）
- 新感覚! 初めての猫ミミカフェ! 飛びきりカワイイネコミミ少女達に大量中出し!（2月18日、宇宙企画VR）
- 謎の催眠スマホで口うるさい後輩OLに中出しおねだりさせてみた!!（2月27日、宇宙企画VR）
- 劇的高画質 相澤ゆりな 爆乳Gカップ22回の大絶頂 「私のオナニー見てずっとシコシコするんだよぉ?」 指×ローター×電マ×バイブで超絶敏感マ●コが痙攣激イキ! クリ＆子宮ガン責め狂う程の連続爆イキガン突き中出しSEX（4月30日、ブイワンVR）
- VR 見つめあいTIME ノーモザイク（5月9日、ガン見隊）
- 飲尿JOI 3 パンチラポリスに軽蔑の目で見られながら罵倒され溺れるくらい顔面に浴びる尿責めの刑!（6月7日、SODVR）
- フェラ舌VR 美しい口元から伸びるエロ舌がチ○コにイヤラしく絡みつく（6月14日、SODVR）
- 唾飲みVR -最終章・究極唾-（7月29日、SODVR）
- 挑発! パンチラ拷問（8月16日、アロマ企画）

- VR反省会 ノーモザイク（1月30日、ガン見隊）
- 超4KHQ 60fps【ローアングル】ムッチリ美脚を包み込む黒パンスト顔騎オナニー ボリュームたっぷり美女16人（9月3日、こあらVR）

### イメージDVD
- Yurina OLの甘い情事・相澤ゆりな（2016年2月4日、REbecca）
- ヘアーヌード 〜無修正・現役OL・Gカップ〜（2016年5月26日、スパークビジョン）※「相沢ゆりな」名義

## 出演

### Vシネマ
- 夜王伝説 美女を貪るネオン街の野望（2018年9月4日、監督：山内大輔、竹書房）
- SEX and Love Doll:リリー（2020年、竹書房）[5]

### テレビ
- 田村淳の地上波ではダメ!絶対! #50「春のダメ!絶対!だいうんどうかいSP!」（2018年5月31日、BSスカパー!）

### 映画
- 股間の純真　ポロリとつながる（2017年4月21日、オーピー映画）- 恵 役[6]
- 牝と淫獣　お尻でクラクラ（2019年3月29日、オーピー映画） - 美月 役[7]
  - 死にたくなるよと夜泣くタニシ（2019年8月30日、オーピー映画）※牝と淫獣～の一般公開編集版[8]
- ホロ酔いの情事　秘め事は神頼み（2019年4月19日、オーピー映画） - 篠田楓 役[9]
  - 言えない気持ちに蓋をして（2019年8月23日、オーピー映画）※ホロ酔いの情事～の一般公開編集版[10]